# Sanremo 2023: Tra palco e realtà
Sanremo 2023 - Tra palco e realtà è un documentario sulla 73ª edizione del Festival della canzone italiana del 2023 ideato da Stefano Corsi e Leonardo Lo Frano.
Il documentario è stato trasmesso su Rai 1 il 10 aprile 2023 e successivamente è stato pubblicato sul servizio di streaming on demand RaiPlay.